# Jürgen Colombo
Jürgen Colombo (ur. 2 września 1949 w Zielonej Górze) – niemiecki kolarz torowy i szosowy, złoty medalista olimpijski. 
Specjalizował się w wyścigu na 4 km na dochodzenie. Podczas igrzysk olimpijskich w Monachium wywalczył wraz z drużyną złoty medal. Tworzyli ją także Günther Schumacher, Günter Haritz i Udo Hempel. W latach 1979–1982 startował w barwach grup zawodowych.